# Scandix
Genre
Scandix est un genre de plantes à fleurs de la famille des Apiaceae. Ce sont des plantes herbacées trouvées en Eurasie, en Macaronésie et en Afrique du Nord.

## Étymologie
Le nom botanique Scandix désignait en grec et en latin une espèce d’Ombellifères proche du cerfeuil.

## Principales espèces

### Flore de France
- Scandix australis L. - scandix du Midi
- Scandix balansae Reut. ex Boiss. -
- Scandix pecten-veneris L. - scandix peigne de Vénus
- Scandix stellata Banks & Sol. - scandix en étoile